# Grégory Baugé
Grégory Baugé, född den 31 januari 1985 i Maisons-Laffitte, Frankrike, är en fransk tävlingscyklist som tog silver i lagsprinten i bancykling vid olympiska sommarspelen 2008 i Peking. Han tog ytterligare ett silver i lagsprint och ett silver i individuell sprint vid olympiska sommarspelen 2012 i London. Baugé tog en bronsmedalj i lagsprint vid olympiska sommarspelen 2016 i Rio de Janeiro.